# خام

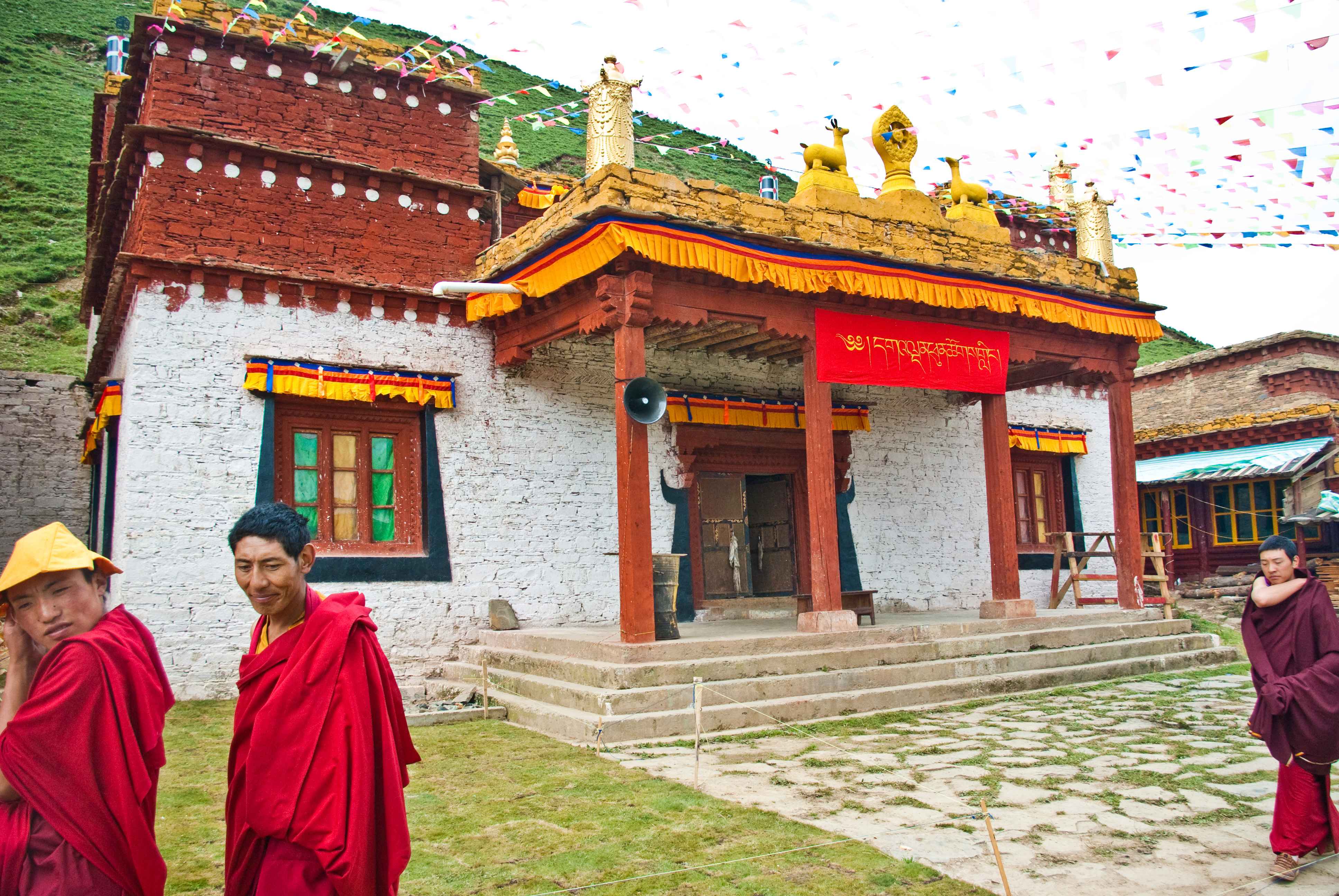
صومعه ای در خام، تبت

خام یکی از مناطق شرقی تبت است که امروز در میان تبت خودمختار و سیچوان قرار گرفته‌است و بخش‌های کوچکی از آن نیز در استان‌های گانسو و یوننان شمالی واقع شده‌اند. در زمان حکومت جمهوری چین بر سرزمین اصلی چین (۱۹۱۱–۱۹۴۹)، بیشتر این منطقه جزو منطقه تحت اداره دولت مرکزی تبت بود اما از آن استقلال داشت. اسما بخشی از آن منطقه بود و دولت مرکزی تبت دخالتی در آن نمی‌کرد.
به بومیان منطقه خام، خامپا گفته می‌شود.